# Trường Phổ quát học Columbia
Trường Phổ quát học Columbia (tiếng anh: Columbia University School of General Studies, viết tắt là GS) là trường giáo dục thường xuyên của Viện Đại học Columbia. Khác với các chương trình chính quy của Columbia, GS hướng đến đối tượng phi truyền thống như cựu chiến binh, người lớn tuổi, sinh viên các trường cao đẳng cộng đồng cũng như học sinh đã nghỉ học ít nhất một năm.
GS tọa lạc tại khuôn viên chính của Đại học Columbia ở Morningside Heights, New York. Số học sinh của trường chiếm gần 1/3 tổng số sinh viên theo học bậc cử nhân tại Columbia.
GS cũng có các chương trình bằng kép với một số trường liên kết như Chủng viện Thần học Do thái, Viện Nghiên cứu Chính trị Paris, Cao đẳng Trinity Dublin, và Đại học Thành phố Hồng Kông. Trường cũng cung cấp Chương trình Y khoa Dự bị sau đại học.

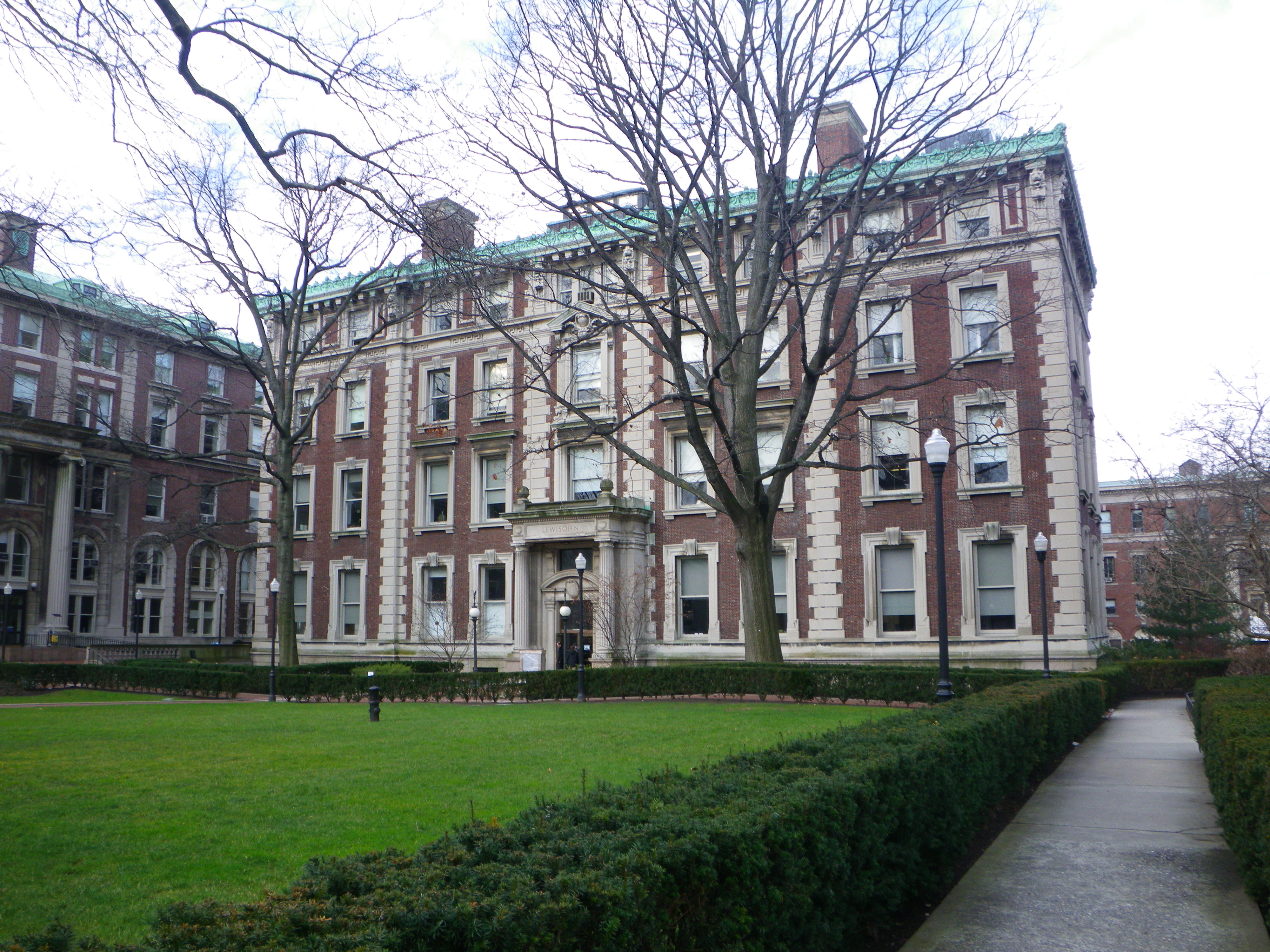
Hội trường Lewisohn là trụ sở của Trường Phổ quát học Columbia

Sinh viên của GS được cấp bằng do Chủ tịch Đại học Columbia ký tên nhưng được viết bằng tiếng Anh chứ không phải tiếng Latinh như chương trình chính quy của Đại học Columbia.
Tỉ lệ trúng tuyển vào Trường Phổ quát học là 35% trong khi chuơng trình chính quy của Columbia có tỉ lệ chọi chỉ 3.7%. Trường Phổ quát học Columbia có nhiều điểm tuơng đồng với Trường Mở rộng Harvard, vốn có điều kiện trúng tuyển thấp hơn nhiều so với trường chính quy Harvard.
Các cựu sinh viên đáng chú ý của GS bao gồm Simon Kuznets, Baruj Benacerraf, Louise Glück, Isaac Asimov, JD Salinger, Amelia Earhart, Leonard Cohen và Công chúa Firyal của Jordan.